# اداره آموزش نیویورک
اداره آموزش نیویورک (انگلیسی: New York City Department of Education) از ادارات حکومت نیویورک است که سامانه مدارس دولتی این شهر را مدیریت می‌کند. بخش مدرسه ای شهر نیویورک بزرگترین سامانه مدارس در ایالات متحده آمریکا، با بیش از ۱٫۱ میلیون دانش آموز است که در بیش از ۱٬۸۰۰ مدرسه تحصیل می‌کنند. این اداره همه پنج بخش نیویورک را پوشش می‌دهد و بودجهٔ سالانهٔ آن ۲۵ میلیارد دلار است.